# Campionati svizzeri di sci alpino 2019
I Campionati svizzeri di sci alpino 2019 si sono svolti a Hoch-Ybrig e Stoos dal 18 al 24 marzo. Il programma ha incluso gare di discesa libera, supergigante, slalom gigante, slalom speciale e combinata, tutte sia maschili sia femminili.
Oltre agli sciatori svizzeri, hanno potuto concorrere al titolo anche gli sciatori di nazionalità liechtensteinese, mentre gli atleti delle altre federazioni, pur prendendo parte alle competizioni, potevano ottenere solo prestazioni valide ai fini del punteggio FIS.

## Risultati

### Uomini

#### Discesa libera
| Pos. | Atleta           | Nazione  | Tempo   |
| ---- | ---------------- | -------- | ------- |
| 1    | Urs Kryenbühl    | Svizzera | 1:19,19 |
| 2    | Gino Caviezel    | Svizzera | 1:19,33 |
| 3    | Gilles Roulin    | Svizzera | 1:19,44 |
| 4    | Semyel Bissig    | Svizzera | 1:19,75 |
| 5    | Cédric Ochsner   | Svizzera | 1:19,88 |
| 5    | Stefan Rogentin  | Svizzera | 1:19,88 |
| 7    | Sandro Simonet   | Svizzera | 1:19,93 |
| 8    | Luca Aerni       | Svizzera | 1:20,26 |
| 9    | Gianluca Amstutz | Svizzera | 1:20,74 |
| 10   | Marco Kohler     | Svizzera | 1:20,84 |

Data: giovedì 21 marzo 2019

Località: Stoos

Ore: 10.30

Pista: 

Partenza: 1 930 m s.l.m.

Arrivo: 1 360 m s.l.m.

Dislivello: 570 m

Tracciatore: Vitus Lüönd

#### Supergigante
| Pos. | Atleta           | Nazione  | Tempo   |
| ---- | ---------------- | -------- | ------- |
| 1    | Gilles Roulin    | Svizzera | 1:19,89 |
| 2    | Sandro Simonet   | Svizzera | 1:20,73 |
| 3    | Carlo Janka      | Svizzera | 1:20,91 |
| 4    | Lukas Zippert    | Svizzera | 1:21,03 |
| 5    | Stefan Rogentin  | Svizzera | 1:21,17 |
| 6    | Yannick Chabloz  | Svizzera | 1:21,20 |
| 7    | Semyel Bissig    | Svizzera | 1:21,47 |
| 8    | Josua Mettler    | Svizzera | 1:21,61 |
| 9    | Gianluca Amstutz | Svizzera | 1:21,82 |
| 10   | Marco Kohler     | Svizzera | 1:21,83 |

Data: venerdì 22 marzo 2019

Località: Stoos

Ore: 

Pista: 

Partenza: 1 820 m s.l.m.

Arrivo: 1 360 m s.l.m.

Dislivello: 460 m

Tracciatore: Franz Heinzer

#### Slalom gigante
| Pos. | Atleta          | Nazione  | Tempo   |
| ---- | --------------- | -------- | ------- |
| 1    | Cédric Noger    | Svizzera | 2:07,19 |
| 2    | Loïc Meillard   | Svizzera | 2:07,68 |
| 3    | Sandro Jenal    | Svizzera | 2:07,90 |
| 4    | Luca Aerni      | Svizzera | 2:08,09 |
| 5    | Reto Schmidiger | Svizzera | 2:08,14 |
| 6    | Lukas Zippert   | Svizzera | 2:08,22 |
| 7    | Gino Caviezel   | Svizzera | 2:08,29 |
| 8    | Elia Zurbriggen | Svizzera | 2:08,38 |
| 9    | Daniel Yule     | Svizzera | 2:08,48 |
| 10   | Daniele Sette   | Svizzera | 2:08,55 |

Data: domenica 24 marzo 2019

Località: Hoch-Ybrig

1ª manche:

Ore: 8.45

Pista: 

Partenza: 1 815 m s.l.m.

Arrivo: 1 520 m s.l.m.

Dislivello: 295 m

Tracciatore: Helmut Krug

2ª manche:

Ore: 12.00

Pista: 

Partenza: 1 815 m s.l.m.

Arrivo: 1 520 m s.l.m.

Dislivello: 295 m

Tracciatore: Willy Dettling

#### Slalom speciale
| Pos. | Atleta            | Nazione  | Tempo   |
| ---- | ----------------- | -------- | ------- |
| 1    | Loïc Meillard     | Svizzera | 1:40,79 |
| 2    | Ramon Zenhäusern  | Svizzera | 1:40,87 |
| 3    | Luca Aerni        | Svizzera | 1:42,55 |
| 4    | Reto Schmidiger   | Svizzera | 1:43,76 |
| 5    | Marco Reymond     | Svizzera | 1:43,87 |
| 6    | Noel von Grünigen | Svizzera | 1:43,88 |
| 7    | Semyel Bissig     | Svizzera | 1:44,17 |
| 8    | Matthias Iten     | Svizzera | 1:44,33 |
| 9    | Anthony Bonvin    | Svizzera | 1:44,47 |
| 10   | Silvano Rogentin  | Svizzera | 1:44,65 |

Data: sabato 23 marzo 2019

Località: Hoch-Ybrig

1ª manche:

Ore: 10.15

Pista: 

Partenza: 1 185 m s.l.m.

Arrivo: 1 620 m s.l.m.

Dislivello: 195 m

Tracciatore: Matteo Joris

2ª manche:

Ore: 13.30

Pista: 

Partenza: 1 185 m s.l.m.

Arrivo: 1 620 m s.l.m.

Dislivello: 195 m

Tracciatore: Renzo Valsecchi

#### Combinata
| Pos. | Atleta            | Nazione  | Tempo   |
| ---- | ----------------- | -------- | ------- |
| 1    | Sandro Simonet    | Svizzera | 2:03,16 |
| 2    | Gilles Roulin     | Svizzera | 2:04,45 |
| 3    | Yannick Chabloz   | Svizzera | 2:04,62 |
| 4    | Reto Schmidiger   | Svizzera | 2:04,77 |
| 5    | Noel von Grünigen | Svizzera | 2:05,39 |
| 6    | Josua Mettler     | Svizzera | 2:05,40 |
| 7    | Joel Lütolf       | Svizzera | 2:05,66 |
| 8    | Marco Kohler      | Svizzera | 2:05,75 |
| 9    | Florian Kunz      | Svizzera | 2:06,50 |
| 10   | Lukas Zippert     | Svizzera | 2:06,75 |

Data: venerdì 22 marzo 2019

Località: Stoos

1ª manche:

Ore: 10.15

Pista: 

Partenza: 1 820 m s.l.m.

Arrivo: 1 360 m s.l.m.

Dislivello: 460 m

Tracciatore: Franz Heinzer

2ª manche:

Ore: 13.00

Pista: 

Partenza: 

Arrivo: 

Dislivello: 

Tracciatore: Reto Griessenhofer

### Donne

#### Discesa libera
| Pos. | Atleta             | Nazione  | Tempo   |
| ---- | ------------------ | -------- | ------- |
| 1    | Corinne Suter      | Svizzera | 1:20,91 |
| 2    | Priska Nufer       | Svizzera | 1:21,35 |
| 3    | Nathalie Gröbli    | Svizzera | 1:21,39 |
| 4    | Joana Hählen       | Svizzera | 1:22,20 |
| 5    | Lindy Etzensperger | Svizzera | 1:22,78 |
| 6    | Noémie Kolly       | Svizzera | 1:23,24 |
| 7    | Rahel Kopp         | Svizzera | 1:23,43 |
| 8    | Jasmina Suter      | Svizzera | 1:23,49 |
| 9    | Stephanie Jenal    | Svizzera | 1:23,58 |
| 10   | Luana Flütsch      | Svizzera | 1:23,85 |

Data: giovedì 21 marzo 2019

Località: Stoos

Ore: 9.30

Pista: 

Partenza: 1 930 m s.l.m.

Arrivo: 1 360 m s.l.m.

Dislivello: 570 m

Tracciatore: Vitus Lüönd

#### Supergigante
| Pos. | Atleta             | Nazione  | Tempo   |
| ---- | ------------------ | -------- | ------- |
| 1    | Corinne Suter      | Svizzera | 1:21,79 |
| 2    | Priska Nufer       | Svizzera | 1:22,17 |
| 3    | Nathalie Gröbli    | Svizzera | 1:22,47 |
| 4    | Jasmine Flury      | Svizzera | 1:22,60 |
| 5    | Rahel Kopp         | Svizzera | 1:22,69 |
| 6    | Lindy Etzensperger | Svizzera | 1:22,73 |
| 7    | Jasmina Suter      | Svizzera | 1:23,13 |
| 8    | Joana Hählen       | Svizzera | 1:23,66 |
| 8    | Noémie Kolly       | Svizzera | 1:23,66 |
| 10   | Luana Flütsch      | Svizzera | 1:23,86 |

Data: venerdì 22 marzo 2019

Località: Stoos

Ore: 11.00

Pista: 

Partenza: 1 820 m s.l.m.

Arrivo: 1 360 m s.l.m.

Dislivello: 460 m

Tracciatore: Roland Platzer

#### Slalom gigante
| Pos. | Atleta             | Nazione  | Tempo   |
| ---- | ------------------ | -------- | ------- |
| 1    | Camille Rast       | Svizzera | 2:05,79 |
| 2    | Wendy Holdener     | Svizzera | 2:06,20 |
| 3    | Selina Egloff      | Svizzera | 2:06,59 |
| 4    | Andrea Ellenberger | Svizzera | 2:06,88 |
| 5    | Lindy Etzensperger | Svizzera | 2:06,90 |
| 6    | Charlotte Chable   | Svizzera | 2:06,96 |
| 7    | Aline Danioth      | Svizzera | 2:07,07 |
| 8    | Jasmina Suter      | Svizzera | 2:07,09 |
| 9    | Simone Wild        | Svizzera | 2:07,37 |
| 10   | Nicole Good        | Svizzera | 2:07,38 |

Data: sabato 23 marzo 2019

Località: Hoch-Ybrig

1ª manche:

Ore: 8.45

Pista: 

Partenza: 1 815 m s.l.m.

Arrivo: 1 520 m s.l.m.

Dislivello: 295 m

Tracciatore: Alois Prenn

2ª manche:

Ore: 12.00

Pista: 

Partenza: 1 815 m s.l.m.

Arrivo: 1 520 m s.l.m.

Dislivello: 295 m

Tracciatore: Julien Vuignier

#### Slalom speciale
| Pos. | Atleta           | Nazione  | Tempo   |
| ---- | ---------------- | -------- | ------- |
| 1    | Wendy Holdener   | Svizzera | 1:44,78 |
| 2    | Charlotte Chable | Svizzera | 1:45,82 |
| 3    | Nicole Good      | Svizzera | 1:45,84 |
| 4    | Aline Danioth    | Svizzera | 1:45,98 |
| 5    | Rahel Kopp       | Svizzera | 1:46,06 |
| 6    | Selina Egloff    | Svizzera | 1:47,17 |
| 7    | Norina Mooser    | Svizzera | 1:49,71 |
| 8    | Simone Wild      | Svizzera | 1:50,59 |
| 9    | Zara Maillard    | Svizzera | 1:50,62 |
| 10   | Aline Höpli      | Svizzera | 1:51,12 |

Data: domenica 24 marzo 2019

Località: Hoch-Ybrig

1ª manche:

Ore: 10.15

Pista: 

Partenza: 1 815 m s.l.m.

Arrivo: 1 620 m s.l.m.

Dislivello: 195 m

Tracciatore: Werner Zurbuchen

2ª manche:

Ore: 13.30

Pista: 

Partenza: 1 815 m s.l.m.

Arrivo: 1 620 m s.l.m.

Dislivello: 195 m

Tracciatore: Silvano Stadler

#### Combinata
| Pos. | Atleta             | Nazione  | Tempo   |
| ---- | ------------------ | -------- | ------- |
| 1    | Priska Nufer       | Svizzera | 2:07,56 |
| 2    | Rahel Kopp         | Svizzera | 2:08,02 |
| 3    | Nathalie Gröbli    | Svizzera | 2:08,39 |
| 4    | Lindy Etzensperger | Svizzera | 2:08,62 |
| 5    | Nicole Good        | Svizzera | 2:08,63 |
| 6    | Luana Flütsch      | Svizzera | 2:08,71 |
| 7    | Jasmina Suter      | Svizzera | 2:09,37 |
| 8    | Noémie Kolly       | Svizzera | 2:09,63 |
| 9    | Janine Schmitt     | Svizzera | 2:10,59 |
| 10   | Delia Durrer       | Svizzera | 2:10,88 |

Data: venerdì 22 marzo 2019

Località: Stoos

1ª manche:

Ore: 9.15

Pista: 

Partenza: 1 820 m s.l.m.

Arrivo: 1 360 m s.l.m.

Dislivello: 460 m

Tracciatore: Roland Platzer

2ª manche:

Ore: 13.00

Pista: 

Partenza: 

Arrivo: 

Dislivello: 

Tracciatore: Jonas Odermatt